# Bolesław Sidorowicz

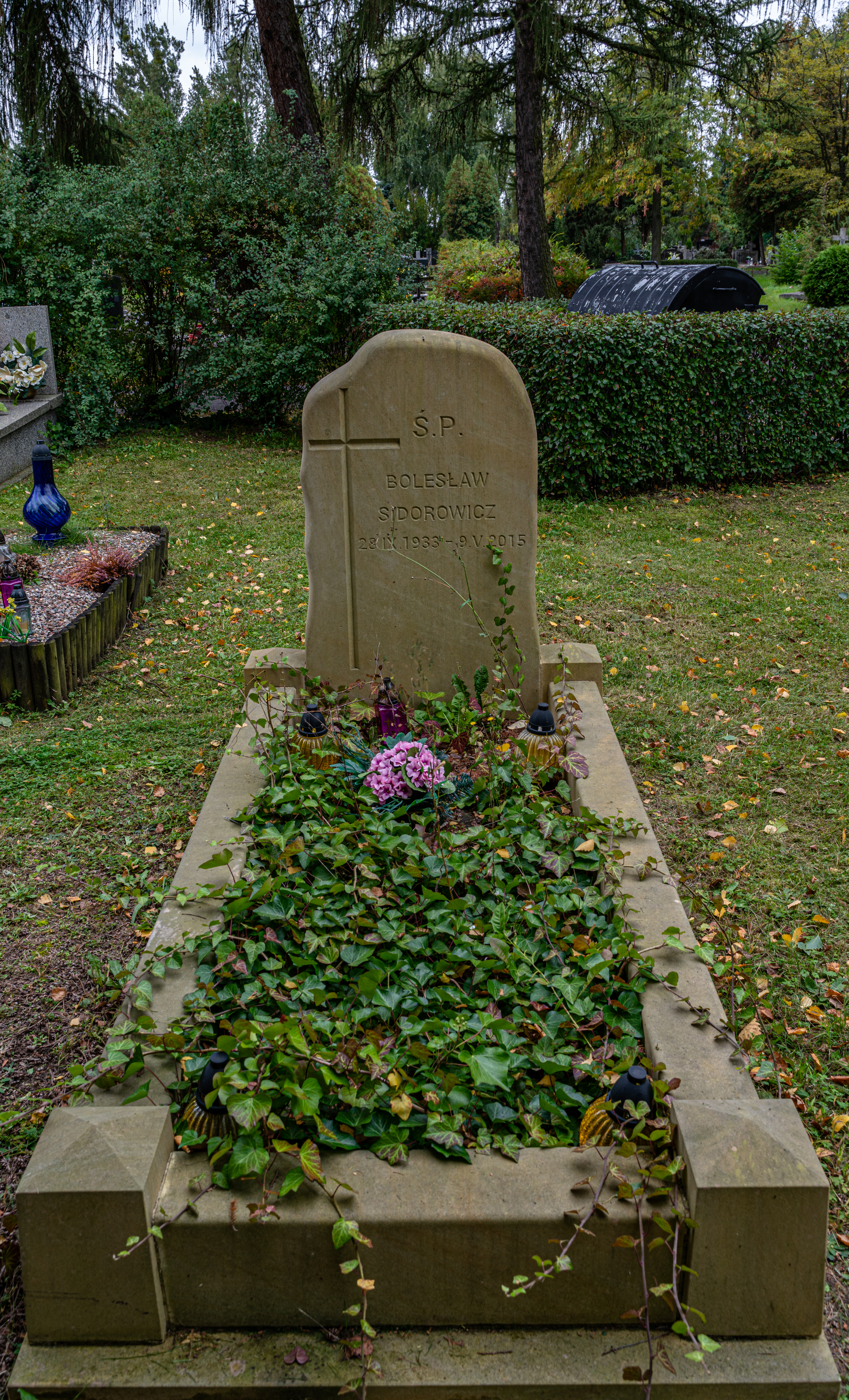
Grób Bolesława Sidorowicza na cmentarzu Komunalnym Północnym w Warszawie

Bolesław Sidorowicz (ur. 28 września 1933 w Warszawie, zm. 9 maja 2015 tamże) – polski zapaśnik, trener i sędzia zapaśniczy. 

## Kariera
Od 1951 roku był zawodnikiem Budowlanego Klubu Sportowego (BKS) Skra Warszawa, jako wychowanek trenera Władysława Maksymiuka. Będąc zawodnikiem był wielokrotnym mistrzem Polski oraz reprezentantem kraju w zapasach w stylu wolnym. Po zakończeniu kariery zawodniczej w 1973 roku uzyskał uprawnienia sędziego związkowego klasy II. Działał jako trener prowadząc sekcję zapaśniczą BKS Skra Warszawa. Z wykształcenia był inżynierem robót drogowych. Piastował między innymi funkcję dyrektora i prezesa Miejskiego Przedsiębiorstwa Robót Drogowych w Warszawie. Zmarł 9 maja 2015 roku. Został pochowany na Cmentarzu Komunalnym Północnym w Warszawie.

## Wybrane odznaczenia
- Krzyż Kawalerski Orderu Odrodzenia Polski
- Złoty Krzyż Zasługi